# Zygaenosia milnensis
Zygaenosia milnensis là một loài bướm đêm thuộc phân họ Arctiinae, họ Erebidae.